# Bulgaarse Wikipedia
De Bulgaarse Wikipedia (Bulgaars: Българоезична Уикипедия) is een uitgave in de Bulgaarse taal van de online encyclopedie Wikipedia. De Bulgaarse Wikipedia ging op 6 december 2003 van start. In december 2010 waren er circa 110.000 artikelen en 89.600 geregistreerde gebruikers.

## Mijlpalen
- 10.000 artikelen - 3 oktober 2004
- 20.000 artikelen - 24 november 2005
- 50.000 artikelen - 26 december 2007
- 100.000 artikelen - 24 mei 2010
- 240.960 artikelen - 13 april 2018